# Le Faou
Le Faou è un comune francese di 1 832 abitanti situato nel dipartimento del Finistère nella regione della Bretagna.
Ospita la sede del Parco Naturale Regionale dell'Armorique (Parc naturel régional d'Armorique), di cui è membro.
È stato inserito nella lista dei più bei villaggi di Francia,  è rinomata per le sue case a graticcio ricoperte di ardesia, la sua chiesa di Saint-Sauveur e la vicina città di Rumengol sito famoso per le processioni del pardon.
Le Faou è un importante porto antico nella rada di Brest, all'incrocio tra il Léon e Brest a nord, la Cornovaglia e Quimper a sud e la penisola di Crozon a ovest. 

## Storia
Per lungo tempo la scomodità del trasporto terrestre ha favorito largamente il trasporto attraverso le vie d'acqua. Grazie alla creazione dell'arsenale di Brest, Le Faou assicurò a lungo il traffico del legname proveniente dalla foresta di Cranou (situata nel prolungamento dei Monts d'Arrée a Hanvec) verso i cantieri navali di Brest dal XVII secolo fino alla fine del XIX secolo. Coinvolto in tutte le attività che animano la rada, il porto accoglie anche le imbarcazioni che navigano sull'Aulne per raggiungere il canale Nantes-Brest.
Nel 1835 venne costruito uno scalo di alaggio (molo ovest) e nel 1840 un altro molo (molo Quélern, che prese il nome dal suo costruttore); quest'ultimo venne esteso fino al ponte nel 1878-1879.
Nonostante la posizione in fondo al porto di Brest, la zona e l'accesso al porto di Le Faou sono pericolosi se si considera la frequenza dei naufragi; solo per il periodo dal 1890 al 1910 ne sono registrati almeno quattro.
All'inizio del XX secolo il porto di Le Faou era ancora attivo. La maggior parte del traffico portuale era relativa al commercio di legna da ardere e legname da costruzione, da sabbia ammendante e da merci varie: vino, conserve, cereali, pietra da taglio, ardesia, ecc. 

### Simboli
Lo stemma è stato depositato presso la Prefettura il 21 ottobre 1977 e riprende il blasone della famiglia du Faou del XIII secolo.

## Società

### Evoluzione demografica
Abitanti censiti

## Cultura

### Arte
Il villaggio è stato raffigurato in quattro opere del pittore Eugène Boudin.

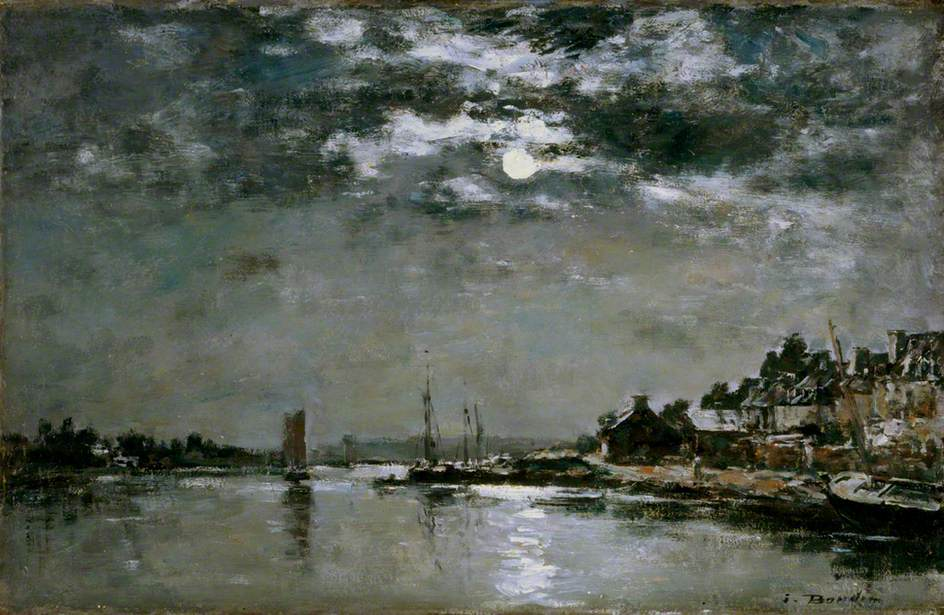
Le village du Faou au clair de lune
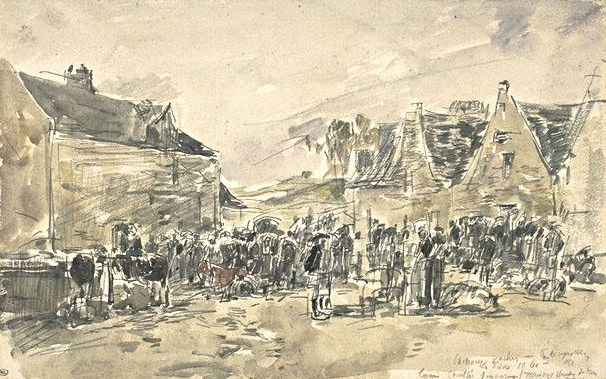
Marché sur la place du Faou